# Фламандська спільнота
Фламандська спільнота Бельгії (нід. Vlaamse Gemeenschap van België, ще: Нідерландськомовна спільнота, нід. Nederlandstalige Gemeenschap) — одна з трьох мовних спільнот Бельгії (разом із французькою та німецькомовною). Фламандська спільнота діє у Фламандському окрузі та Брюсельському столичному окрузі.

## Історія
Коли в 1980 році створили мовні спільноти й округи, Фламандська спільнота сполучилась із Фламандським округом. Отже ці обидва органи мають єдиний парламент і єдиний уряд (на противагу Валлонський округ і Французька спільнота є незалежними утвореннями), котрі мають повноваження обидвох органів (спільнота: культура та освіта, округ: економіка, соціальна політика, громадські роботи). Однак у Брюсселі фламандський уряд має тільки повноваження спільноти. Ці повноваження поширюються на самі нідерландськомовні культурні та освітні організації Брюсселя, франкомовні установи підпорядковуються Французькій спільноті. Окружні повноваження в Брюсселі належать урядові Брюссельського столичного округу.

## Повноваження
Спільнота має такі повноваження:
- освіта (крім присвоєння наукових ступенів)
- культура та мовні питання
- нідерландськомовне теле- і радіомовлення
- спорт